# アイディア・表現二分論

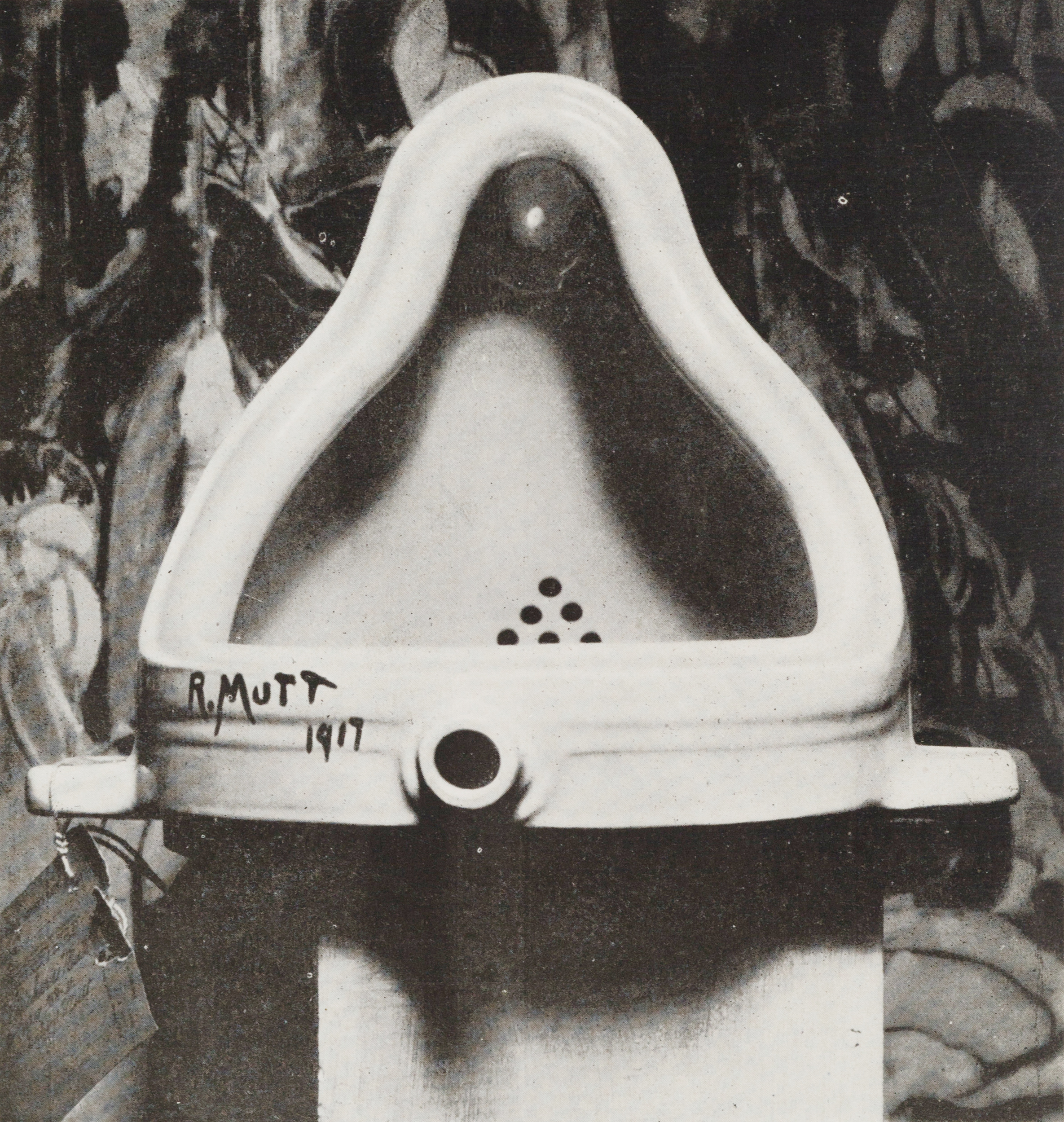
デュシャン作『泉』は既製品の小便器に署名しただけの作品。このようなコンセプチュアル・アートはアイディアとみなされ、著作権保護が発生しない場合がある。

アイディア・表現二分論（アイディア・ひょうげんにぶんろん、別称: アイディアと表現の二分法理、英: Idea-expression dichotomy または Idea-expression divide）とは、知的財産権の一種である著作権によって何を保護するか、その対象範囲を定める法律上の原理原則 (法理) である。思想、概念や事実発見などを含む「アイディア」そのものは保護の対象外とした上で、そのアイディアを何らかの形で創作的に「表現」した著作物のみを著作権法で保護する。この法理に基づき、アイディアとみなされて著作権法で保護されない例には、平均株価を示す単純データ、スポーツのルール、新薬の製法、一般的な単語だけを含むお笑い芸人の一発ギャグなどが挙げられる。ただしこれらの一部は、要件を満たせば特許権や商標権、意匠権といった産業財産権、ないし不正競争防止など別の法律制度で保護されることもある。
アイディア・表現二分論の根底には、多様な表現の創出によって社会全体を活性化させようとの価値観、すなわち「アイディア自由の原則」が存在する。著作権には著作者に独占を許す性質があることから、著作権法によって表現の大元となるアイディアにまで過度な独占がおよんで社会発展が妨げられないよう、著作権の範囲を制限する狙いがアイディア・表現二分論にある。
アイディア・表現二分論の概念は既に19世紀には成立しており、著作権の各種基本条約でも規定されて国際的に認められているものの、時代によって、そして判例によって幾度もなく原則が歪められてきた。特に「額の汗の法理」(英: Sweat of the brow)はアイディア・表現二分論と相反する概念でありながら、一部の司法判断で長らく支持された過去がある。また、時としてアイディアと表現が融合して分離が困難なケースがある。その際には、アイディア・表現二分論から派生した「マージ理論」(英: Merger doctrine)や「ありふれた情景の理論」(仏: Scènes à faire) が適用されることがある。
アイディア・表現二分論やその関連諸理論を実際に活用するにあたり、普遍的で機械的に判断しうる基準の確立は困難であり、ケースバイケースでアイディアと表現を慎重に切り分ける必要がある。本項では、のちに強い批判を受けた判例も含め、各国の判例事情を概観しながら諸理論を解説していく。

## 定義と意義
著作権法で保護される範囲に関し、以下の原理原則が (特に大陸法系の国々で) 伝統的に認められている。
1. 思想や感情の「表現」のみを保護 (アイディア・表現二分論)[注 6]
2. 「創作性」(英: originality) を有した著作物のみを保護
3. よって、著作物のジャンル (小説・音楽など)、表現形式 (文章・描画・口頭など)、価値、用途は不問[注 7]

(1) アイディア・表現二分論は、もう一つの原理である (2) 創作性と不可分の関係にあり、起点は単なるアイディアであっても個人の思想・感情をもって表現すれば、それは自ずと創作性を満たして著作権法の保護に値するとも考えられている。極端な例を挙げれば、たとえ幼児が描いた平凡な似顔絵であっても、本人の感性が「表現」されていれば著作物として認められ、著作権法で保護される。その表現や創作性に、高い芸術性や斬新さといった価値は要求されない。

### アイディアとは何か
ここでの「アイディア」という法的な言葉は、一般的な意味とは少々異なることに注意が必要である。例えば、
- フィクション作品のかなり詳細で具体的な設定を考え出すことも日常的には「アイディアを思いついた」などと言うが、一定以上に詳細で具体的な設定はアイディア・表現二分論における「アイディア」ではなく「表現」に該当する[16]。
- 論文に記された「事実」や「発見」それ自体はアイディアに含まれる[28]。したがって、論文内のアイディア (事実や発見) を他者が利用したとしても、著作権侵害には当たらない[29]。
- コンピュータ・プログラムの一つであるインターネットの検索エンジンを例にとると、プログラムのアルゴリズムや基本設計、つまり検索キーワードに基づき、どのサイトを検索結果に含める・含めないかや、検索表示順を決めるロジックは、新たに発見するものであることから「アイディア」である[30][注 10]。しかし、その検索エンジンの使い方を示したフローチャートなどの説明文書は、アイディアに基づく「表現」である[30]。
- 収集にどれだけ労苦と資金を要しようが、データそのものはアイディアであり、著作権保護されない。しかし個々のデータを取捨選択し、何らかの知的なロジックで並べているデータベース (つまりデータの集合体) はアイディアの表現であり、データベース権として著作権保護されることがある[32]。

### 独占とアイディア自由の原則
アイディア・表現二分論が適用される根拠の一つに、著作権の保護が著作者に与える「独占」的な支配の特性がある。つまり、アイディアのような抽象的なものまで特定の人物あるいは法人に独占させると、第三者の表現活動を阻害することになり得るためである。アイディアは表現に先立ち、表現を生み出す元である。そのため、アイディアを万人が利用可能な状態に置くことが、多様な表現の創出が社会全体で活性化することに繋がる。これを「アイディア自由の原則」とも呼ぶ。
では著作権と同じ知的財産権の一種である特許権や商標権はどうであろうか。特許権や商標権がアイディアそれ自体を法的に保護しているにもかかわらず、著作権による保護では強力すぎるとみなされるのはなぜか。その違いは、手続・審査の厳格さにある。世界の多くの国々の著作権法では、著作物が創作された時点で、自動的に著作権が発生する「無方式主義」を採用している。一方、特許や商標などの産業財産権は、権利者の独占が著作権より強い分、政府当局に申請して許可されなければ、その権利が認められない「方式主義」である。仮にアイディアと表現を明確に切り分けず、容易に権利が認められる著作権を笠にして、アイディアそのものまで広く独占保護を求める者が出てくると、アイディア自由の原則がないがしろにされたり、特許などの手続・審査の抜け道として著作権保護が悪用されるおそれがある。したがって、アイディア・表現二分論には、著作権で保護される範囲を制限するという側面がある。裏を返せば、特定の具体的表現を独占させたとしても、通常は一つのアイディアから無数の具体的表現が可能なので、著作権法が表現活動を不当に妨げることにはならないと考えられる。
さらに、アイディアは「抽象的」なアイディアと「具体的」なアイディアに分類され、特許権や商標権であっても前者を独占することはできない。例えば化学の基礎知識は「抽象的なアイディア」であり、独占は許されない。しかし、この万人が共有する基礎知識に基づいて科学者が新薬を開発すれば、それは「具体的なアイディア」であり、特許申請手続ののちに開発者に特許 (独占) が認められる。この結果、特許保有者以外は一定の期間、その新薬を製造・販売できなくなる。さらにその新薬に関する科学論文や、新薬を飲んだ患者の体験本は、アイディアの「表現」であることから、その執筆者には著作権が認められる。このように、アイディアと表現は階層化している。

## 額の汗の法理と創作性
アイディア・表現二分論と相反するのが「額の汗の法理」である。額の汗の法理に基づくと、額に汗したその労力の賜物を保護するのが著作権法の目的であると考えられ、たとえそこに個人の視座やスキルが欠如し、創作性の要件が満たされていなくとも、著作者は利益保護されるべきだとの結論に達する。実際の判例を具体例として挙げると、電話帳の作成には多数の電話番号を収集する労力を要する。額の汗の法理をとれば、この電話帳は著作権保護されるため、第三者が複製して再出版すれば著作権侵害に当たる。しかしアイディア・表現二分論に立脚すれば、電話番号は単なるデータ (アイディア) であり、番号の並べ方も表現の工夫は限られていることから、いくらコピーしようが著作権で保護されない (詳細は後述の「ファイスト出版対ルーラル電話サービス裁判」1991年米国最高裁判決を参照)。
額の汗の法理は、英国においては1900年の「ウォルター対レーン裁判」(Walter v Lane; AC 539) が初出とされている。そしてアイディア・表現二分論や創作性の要件を否定する傾向は、同じく英米法系のカナダ、オーストラリアやインドにまで波及した。米国においても、上述の電話帳をめぐる1991年最高裁判決で額の汗の法理が否定され、アイディア・表現二分論が再支持されるまでの間、実に約90年も額の汗の法理が用いられ、著作権法上の混乱をもたらしたと言われている。
なお、欧州連合 (EU) ではデータベースのコンテンツ保護に限っては、額の汗の法理に類似の基準を適用しているとの指摘もある。EUでは1996年にデータベース指令 (Directive 96/9/EC) が成立してデータベースの著作権保護を規定している。EUではデータベースを「内容物」(コンテンツ) と「データ構造」に分類の上、前者はスイ・ジェネリス権で、後者は狭義の著作権でそれぞれ別個に保護すると定めている。狭義の著作権で保護されるには、知的な「創作性」(英: originality) が要件として求められる一方、スイ・ジェネリス・データベース権は保護に値するだけの「実質的投資」(英: substantial investment) があるかが問われる。ここでの「実質的投資」であるが、データベース作成にかかった投資であり、作成されたデータベースの評価額ではない。

## マージ理論
アイディアと表現を切り分けるのが理想である。しかし、ある表現を使用しなければ、その大元にあるアイディアも使用できないほどに結合 (マージ、merge) が強い場合、アイディア自由の原則と表現の保護という二つの考え方は両立できなくなる。この際、アイディア自由の原則を優先し、著作権による保護は制限されるという考え方がマージ理論 (英語: Merger doctrine)である。マージ理論が問われたリーディング・ケースとしては、後述する1879年のアメリカ合衆国最高裁判決「ベーカー対セルデン裁判」(101 U.S. 99) や、1971年の第9巡回区控訴裁判決「ハーバート・ローゼンタール・ジュエリー対カルパキアン裁判」(446 F.2d 738) などが知られている。

## ありふれた情景の理論
(狭義の) マージ理論を発展させたものとして、「ありふれた情景の理論」(フランス語でScènes à faire、英語圏でもフランス語がそのまま使用される) がある。マージ理論はアイディアと表現が1対1 (ないしごく限られた数) で結合しているのに対し、ありふれた情景の理論は1対Nであり、かつNの中でもお決まりの表現が一つに定まるケースである。このような場合、お決まり、つまり平凡な表現は著作権保護されないという考え方である。ありふれた情景の理論に関するリーディング・ケースとしては、後述する1988年のアメリカ合衆国第9巡回区控訴裁判決「データイースト対エピックス裁判」(862 F.2d 204) がある。本件は、空手対戦ゲームの雰囲気や設定が似ているとして日本と米国のゲーム会社間で争ったケースである。
ここで注意すべきは、単に平凡な表現だからと言って、それだけを理由に法的に保護されないわけではないことである。アイディア自由の原則がまず優先的にあり、表現の保護によって大元となるアイディアまで利用を制限されてはならないからこそ、(狭義の) マージ理論もありふれた情景の理論も導き出されている。
なお、ありふれた情景の理論は、文学や映像などの芸術性や物語性を主に対象とし、マージ理論はコンピュータ・プログラムなどの実用的な著作物を対象として使い分けるべきとの主張もあるが、両者は密接に関係し、法廷ではマージ理論のこともありふれた情景の理論と呼ばれることが多い。

## 各国の適用状況
上述の諸理論が国際条約や各国の著作権法条文としてどのように表記され、実際の司法判断がなされているかを見ていく。

### 国際条約
著作権に関する主な国際条約には、基本条約たるベルヌ条約 (1887年発効)、世界貿易機関 (WTO) 加盟国に適用されるTRIPS協定 (1995年発効)、およびベルヌ条約を発展させたWIPO著作権条約 (2002年発効) がある。このうち、ベルヌ条約の第2条には言及がないものの、TRIPS協定とWIPO著作権条約の条文内にはアイディア・表現二分論に関する規定が、ほぼ同一の文章表現で盛り込まれている。
2020年6月現在、TRIPS協定には164か国、WIPO著作権条約には107か国が加盟しており、アイディア・表現二分論は、国際的にも広く受け入れられている原則と言える。

### 各国の相違点まとめ
後述する各国の判例を概観すると、アイディア・表現二分論は大きく以下のいずれかの文脈で争点となる。
- 著作「物」の法的保護範囲 -- 著作物の盗用が問われる際、真似たのはアイディア (着想) だけなのか、その表現性まで含むのかを切り分ける裁判。
- 著作「者」の認定範囲 -- 著作物を複数人で共作した際、(アイディア出しや素材提供を超えて) どこまで寄与すれば共同著作者として認められるかを問う裁判。

前者の著作「物」に関する争点であるが、アイディアと表現の線引きは実際には簡単ではない。ある著作物の著作権侵害が問題となったとき、「アイディアの表現」が複製されたのか、それとも「アイディア」のみが複製されたに過ぎないのか、といったことが議論になる。抽象的アイディアと具体的表現の間には、表現の抽象度の高低に応じてさまざまな段階があると考えられる。アイディアと表現を線引きできる一般的基準を確立することは困難である。実情としては、それぞれの事案ごとに、その創作物におけるアイディアと表現とは何かを個別に検討しなければならない。
また、各国の著作権法では著作物と認めて保護される種類を条文上に列記しているが、一部はたとえ表現性・創作性があっても、以下のとおり著作権保護を拒否する場合がある。
応用美術・実用品デザイン
イアリングやおもちゃ、椅子やランプなどの応用美術・実用品デザインについては、以下のとおり各国で法的保護のアプローチが異なる。
- 実用品も他の著作物と同様に保護対象に含める -- フランスなど
- 実用品も一部保護に含めるものの、ほかの著作物よりも保護要件の水準を高く設定する -- ドイツなど
- 実用品は意匠法など別の法律で保護する、あるいは著作権法と二重で保護する -- 米国、過去のイタリアなど

題号 (タイトル)
小説などの言語著作物は著作権法で保護されるのが一般的であるが、小説の中身だけでなくその題号も著作権法で保護されるのかは国によって差がある。
- 創作性が認められれば、題号も著作権法で保護されるほか、商標権との二重保護も可能 -- フランス (L112条-4)
- 題号は著作権法の範疇外であり、不正競争防止法など、別の法的根拠を求める必要がある -- 米国

ファッション
ファッションには手に届かない憧れの奢侈品の側面があり、そのブランド価値は希少性から生み出される。したがって知的財産権ないし不正競争防止 (模倣品対策) の観点で各国の法的保護体制は以下のとおり異なる。しかしながらファッション業界固有の問題として、ブランド品のように定番もあれば、流行に合わせて次々と商品サイクルを急回転させるファスト・ファッションもあり、著作権法ないし商標法などの知的財産法で保護するのは「割に合わない」ケースも出てくる。
- 著作権法上でファッションの保護を明記 -- フランス (L112条-2に婦人服、下着、刺繍、帽子、靴、革製品など列記)
- 商標法ないし不正競争防止法で一部保護 -- 日本
- 伝統的に欧州・日本と比べてファッション全般の法的保護水準が低いものの、2010年代に入ってから保護強化の検討議論に動きがあり、流動的 -- 米国

### アメリカ合衆国

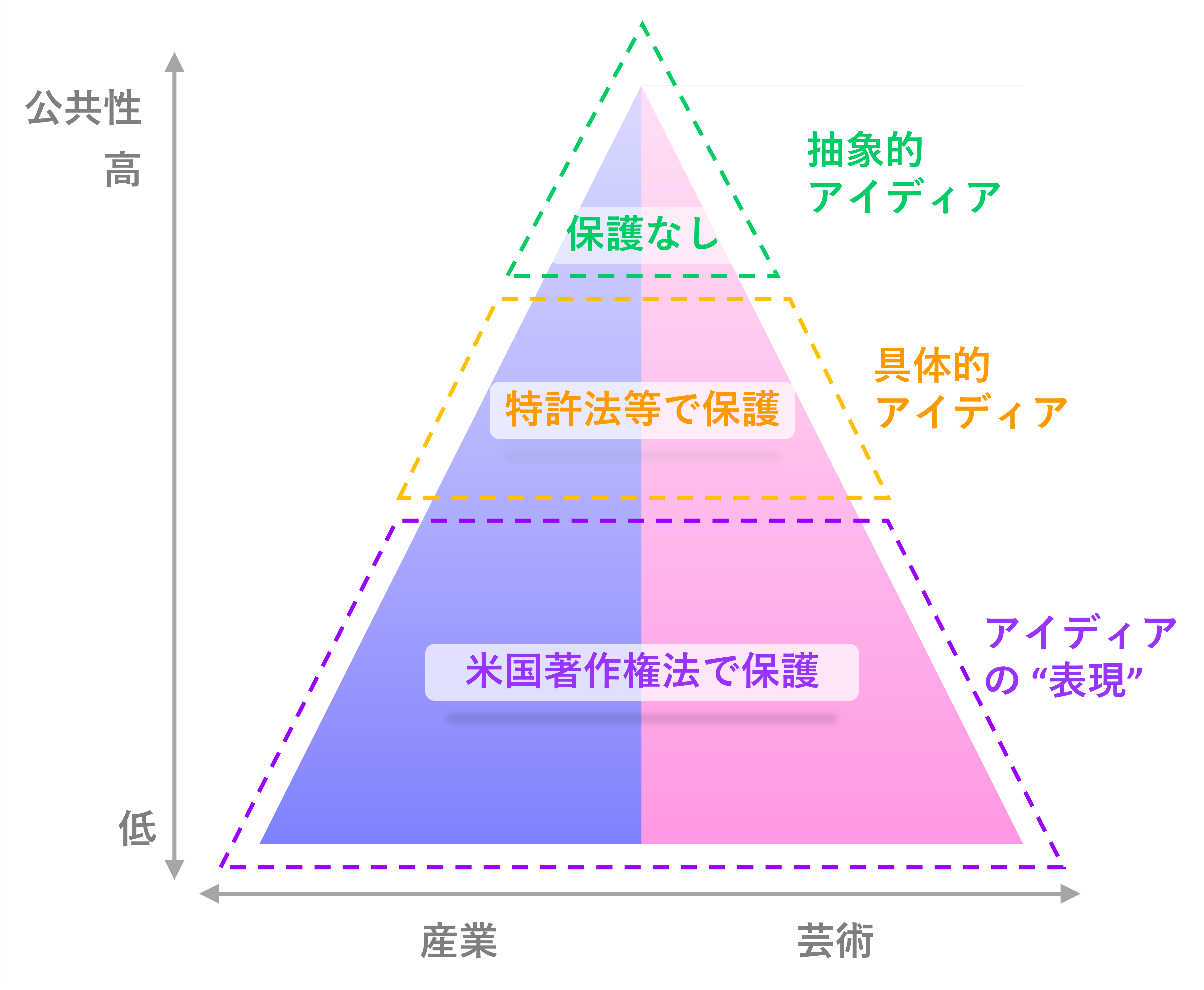
米国著作権法におけるアイディア・表現二分論の解説例。

アイディア・表現二分論は、合衆国法典第17編 (17 U.S.C.) に収録された米国連邦著作権法の第102条(b)項で明文化されている。当条文ではアイディアに並んで、「手続」「過程」「方式」「操作方法」「概念」「原理」「発見」について著作権による保護を否定している。
米国においてアイディア・表現二分論は「公共性」の高低によって整理されている。米国では「産業政策理論」と呼ばれる考え方が著作権法の基盤となっており、これが公共性の概念とリンクする。産業政策理論とは、モノの発明者や創作者に対し、政府が法律によって独占的な権利を無制限に与えたり、私的な恩恵を与えるのではなく、発明者や創作者を一定の期間に限って動機付け、期限が切れた後はその天才たちの成果物を社会が利用できるようにすることで、公共の利益を達成しようという発想である。さらにその背景には、競争の自由を阻害する市場の独占は悪であり、これに対する警戒心が強いという思想がある。
ベーカー対セルデン裁判 (Baker v. Selden, 101 U.S. 99 (1879))
会計の簿記に関する書籍を巡って争われた裁判であり、1879年の最高裁判決文は多くに引用されている。セルデンは自著数冊の中で、簿記の改良手法について解説している。しかし、著作は商業的なヒットには至らなかった。セルデンの書から数年後、ベーカーが類似の簿記手法について記し、こちらは全米広域にわたって好調な売れ行きを記録した。セルデンの死後、相続人である妻がベーカーを相手取って著作権侵害で提訴したのが本件である。一審のオハイオ地方裁は、二者の著作物が酷似していることから、著作権侵害を認めて終局的差止命令を出した。しかし最高裁では、セルデンの簿記手法そのものに著作性はなく、簿記手法を表現した書籍にのみ著作性を認めた。また、簿記手法に独占的権利を主張するには、著作権法ではなく特許法の範疇で議論すべきと判示した。
同裁判ではまた、「薬の組成や使用方法について書かれた論文や、耕作用具の作成と使用方法について書かれた論文などは、著作権法の対象となる。しかしその論文に書かれた内容の新規性 (誰が最初に発見したか) と、著作権はまったくの無関係である。そして新規性は特許庁によって審査された上で、独占性が認めなければならない。このような審査手続を経ずに独占性が認められると、他者にとって不意打ちとなってしまう」との主旨を述べている。
ファイスト出版対ルーラル電話サービス裁判 (Feist Publications, Inc. v. Rural Telephone Service Co., 499 U.S. 340 (1991))
額の汗の法理を米国最高裁で初めて否定した判決として、国内外に知られる。ルーラル社はカンザス州北西の一部地域で独占営業を認められた電話サービス事業者で、加入者の電話番号を電話帳として編纂して無料配布する法令義務を負っていた。一方のファイスト社は、カンザス州広域で電話帳の発行を専業とする出版社である。ファイストがルーラルの無料電話帳から自社の発行する電話帳に電話番号を転載したことから、著作権侵害が問われた。一審と二審は侵害を認めたが、最高裁では一転し、著作権保護には単なるデータ配列 (額に汗をかいてデータ収集すること) だけでなく独自の創作性 (オリジナリティを持つ表現性) が必要だと合衆国憲法の特許・著作権条項が解釈された結果、電話帳に著作権は認められずファイストの行為は合法と判示された。
ハーバート・ローゼンタール・ジュエリー対カルパキアン裁判 (Herbert Rosenthal Jewelry Corporation v. Kalpakian, 446 F.2d 738 (9th Cir. 1971))
1971年の第9巡回区控訴裁判決である。原告・被告ともに宝飾メーカーであり、原告ハーバート・ローゼンタールは、宝石に金をあしらったミツバチ型の宝飾ピンを著作権登録済みであった。被告カルパキアンが類似デザインのピンを商品化したことから、ハーバート・ローゼンタールが著作権侵害で提訴した。裁判所は、カルパキアンは自然界のミツバチを研究してデザインしており、両社とも実物のミツバチに似てはいるものの、カルパキアンがハーバート・ローゼンタールを真似たわけではないとして、類似性の訴えを棄却した。
この判決では、特許権と著作権の違いについても言及されている。被告には、原告の商品の「アイディア」から学ぶ自由があるものの、アイディアの「表現」を盗むことはできないと指摘した。その上で、このケースではアイディア (ミツバチ型のピンを作る発想) とその表現 (出来上がったピンのデザイン) が不可分であることから、表現を模倣しても著作権侵害に当たらないと判示した。これはベーカー対セルデン裁判でも判示されたように、アイディアと表現が結合していて切り離せない場合、表現に市場独占権を与えてしまうと、特許権で保護されるべきアイディアにまで影響が及んでしまう。しかし、特許権なしに市場を独占する権利を著作権者に与えるために、連邦議会は著作権法を制定しているわけではないため、ミツバチ型ピンのデザインを模倣しても著作権侵害には当たらないとされる。
データイースト対エピックス裁判 (Data East USA, Inc. v. Epyx, Inc., 862 F.2d 204 (9th Cir. 1988))
ありふれた情景の理論のなかでもルック・アンド・フィールに関連する、1988年の第9巡回区控訴裁判決である。日本のデータイースト社はゲームセンターのアーケードゲームや家庭用ゲームに作品を提供するゲームメーカーである。1984年に日本で「空手道」をリリースし、米国を含む日本国外では「カラテチャンプ」(Karate Champ) の名称で流通していた。翌年1985年には、イギリスのシステムⅢソフトウェア社が「International Karate」をリリースし、米国市場向けの開発および販売は、ライセンス契約に基づいてカリフォルニア州企業のエピックス社が担っていた。1986年、海軍バージョンの「World Karate Champion」を発売した。白と赤の空手着を身にまとった対戦相手、主審による勝者宣言、対戦ごとに異なる背景シーン、ボーナス・フェーズなどの設定が似ているとして、データイーストがエピックスを提訴した。一審では著作権侵害を認め、終局的差止命令を出したが、二審の控訴裁ではこれを覆している。その理由として、与えられたアイディアから必然的に発生する標準的な表現にまで、著作権の保護を与えられないとしている。
ハーパー & ロー対Nation誌裁判 (Harper & Row v. Nation Enterprises, 471 U.S. 539 (1985))
出版大手ハーパー & ロー (現ハーパーコリンズ) がフォード元大統領の未発表回想録の出版権を獲得したものの、雑誌『Nation』が引用して先行報道した争いである。最高裁は1985年、元原稿から逐語的に引用されたのは、計20万語のうちわずか300語だったが、その内容が決定的な箇所だと指摘した。また、「著作権におけるアイディア・表現二分論は、事実の自由な伝達を許す一方で、著作者の表現を保護することによって、憲法修正第1条と著作権法との定義上のバランスをとる」と判示した。
メイザー対スタイン裁判 (Mazer v. Stein, 347 U.S. 201 (1954))
実用品デザインの著作権保護を巡るリーディング・ケースとして知られる。本件以前は、実用品デザインを著作権法で保護できるのか、それとも意匠特許法でしか保護されないのか、判然としなかった。本件では、卓上ランプを模倣したとして著作権侵害が問われた。原告の卓上ランプの台には、バリ島のダンサー男女の像が用いられていたことから、実用品の機能面としてのランプには著作権性はないが、ダンサー像には著作権性があるとして、最高裁は1954年、著作権侵害を認めた。「特許とは異なり、著作権は公開された技術に対して排他的権利を与えるものではない。保護が与えられるのは思想の表現に対してのみであって、思想そのものに対してではない」と判示している。さらに最高裁は、美しい流線型のチェアは著作権保護が認められないと例示している。その違いであるが、実用性の表現と芸術性の表現が分離できるか否かである。本件における卓上ランプの場合は、ランプの柄の部分にダンサーの像がついており、そのダンサー像だけ取り出して純粋美術としての立像を創作できることから、著作権保護されると判示された。この物理的な分離性について別の例を挙げると、英国車ジャガーのボンネットについている、ジャガーのマスコット彫刻は分離可能なため、著作権保護されるとも説明されている。
本件以降も、旧式電話機型の鉛筆削り、犬形の貯金箱といった量産型の商材や、繊維製品のグラフィックデザインにまで著作権性が認められる判決が続いている。
スター・アスレティカ対ヴァーシティ・ブランズ裁判 (Star Athletica, LLC v. Varsity Brands, Inc., 580 U.S. 15-866 (2017))
スポーツ・アパレル企業同士の訴訟である。メイザー判決が物理的な分離性について言及したのに対し、本件では概念的な分離性が問われた。チアリーディングのユニフォームデザイン (縞・ジグザグ・逆さV字模様など) が似ているとして大手ヴァ―シティ社がスター社を提訴した。これに対しスターは、実用品向けのデザインのため著作権は発生しないとして、マージ理論とフェアユース (公正利用) で抗弁したものの、最高裁はヴァーシティのデザイン独創性を認め、抗弁を棄却した。
この判決では、ユニフォームの装飾デザインと、衣類繊維は物理的に分離できないものの、概念的に分離可能であるとし、その具体的な判断基準を5点示した。(1) 著作権法第102条が定めるところの「絵画・図形・彫刻の著作物」に該当するか、(2) 第101条の定義で定められた、実用的デザイン (useful article) か、(3) その実用的側面とは何か、(4) デザインを見る者が (1) の特徴と (3) の側面を分離して識別できるか、(5) さらに分離識別できるだけでなく、独立して存在できる特徴を有しているか、の5点である。
モリシー対P&G裁判 (Morrissey v. Procter & Gamble Co., 379 F.2d 675 (1st Cir. 1967))
第1巡回区控訴裁が1967年に下したこの判決は、「混同法理」(マージ理論) のリーディング・ケースである。マージ理論も、先述のベーカー対セルデン裁判の判示に依拠する。ベーカー対セルデン裁判では、アイディアを利用するにあたって、作品の複製を必要とする場合は、その複製行為は著作権侵害にあたらないとしている。一方で、複製せずともアイディアの解釈だけで済むならば、複製は著作権侵害となる。
モリシーは販売促進用の宝くじの企画を運営していたが、その運用方法がP&G主催の宝くじと類似しているとして提訴した裁判である。その運用方法とは、応募者が氏名、住所、社会保障番号などを記入する必要があるというものである。販促用の宝くじのように、既にくじの引き方というアイディアが枯渇しているものにまで独占的な権利を与えてしまっては、社会的な損失になると考えられている。
ウォーカー対タイム・ライフ・フィルムズ裁判 (Walker v. Time Life Films Inc., 784 F.2d 44 (2d Cir. 1986))
ありふれた情景の理論の判例である。1976年出版・ウォーカー著『Fort Apache』が、1981年映画『アパッチ砦・ブロンクス』 (原題: Fort Apache, The Bronx) に盗用されたとして提訴した。両作とも、黒人と白人警官の死亡事件で始まり、闘鶏、飲酒、部品を盗まれた車、売春、ネズミが登場する。第2巡回区控訴裁は1986年、これらのシーンはニューヨーク州サウス・ブロンクスでたびたび報道されている事実であり、その設定に著作物性はないとした。
ゲイツ・ラバー対バンドー化学裁判 (Gates Rubber Company v. Bando Chemical Industries, Ltd., et al, 9 F.3d 823 (10th Cir. 1993))
機械用ベルト製造の競合同士の争いである。同業界では全米で主力のゲイツ社は、個々の機械に合ったベルト製品を適切に選んで効率的に販売するため、さまざまな変数を考慮して計算できるソフトウェアを開発し、合衆国著作権局に著作権登録を済ませていた。ところが、このソフトウェアに関する詳細設計やソースコードなどを元ゲイツ従業員が持ち出し、転職先のバンドー (日系企業の米国支部) で類似ソフトウェアを開発した。これを受け、不正競争防止法違反、企業秘密の不正流用および著作権侵害でゲイツがバンドーを提訴した。本件では著作権法上の実質的類似性を検証する上で、抽象化・排除・比較テスト (別称: 3ステップ・テスト) の手法を確立させたとして知られている。
第10巡回区控訴裁は1993年、ハードウェアの規格と機械的仕様、ソフトウェアの規格と互換性要件、コンピュータメーカーの設計規格、ターゲット業界の慣行や需要、コンピュータ産業におけるプログラミングの慣行は、コンピュータプログラムにおいては保護されない「ありふれた情景の理論」に該当すると判示した。
Oracle対Google裁判 (Oracle America, Inc. v. Google, Inc., 2020年6月時点で係争中)
企業買収によってJava APIの権利を獲得したOracleが、同技術をモバイル用OSのAndroidに利用されたとして、Googleを特許権および著作権侵害で提訴し、約1兆円相当の損害賠償を求めた裁判である。GoogleがAndroid用に使用したのは、11,500行にわたるソースコード、そして37個のJava API (アプリケーション・プログラミング・インターフェース) であり、完全な形での複製である。APIとは、外部の既成プログラムから汎用的な機能を呼び出して内部利用するための「手続」であり、インターフェース (外部と内部プログラムのつなぎ) は、単に「外部からの呼び出し方を規定した決まりごと」にすぎない。そして米国著作権法 第102条(b)項で手続 (プロセス) や操作方法はアイディアに分類されて著作権保護の対象外と記されている。インターフェースの一種であるJava APIはアイディア・表現二分論に従うとアイディアなのか、また仮に表現だとみなされても、自由な利用を許可するフェアユース (公正利用) の範囲を超えた著作権侵害に該当するのかが問われた。
一審では陪審と裁判所で著作権性を認めるかで意見が分かれたが、最終的にアイディアのみを使用したとしてGoogle支持の判決となった。しかし二審では逆転し、著作権侵害を認めている。2019年1月、Googleは連邦最高裁に事件移送命令 (certiorari) を請求し、2019年11月に事件移送命令が受理された。
ウィリアムス対ブリッジポート・ミュージック裁判 (Williams v. Bridgeport Music, Inc.)
ルック・アンド・フィールに関する判例である。2013年8月、ロビン・シック、ファレル・ウィリアムス、T.I.は、彼らの曲である「ブラード・ラインズ」に関してマーヴィン・ゲイの家族及び相続財産から訴訟を起こされた。ゲイの家族は、「ブラード・ラインズ」がマービン・ゲイの曲である "Got to Give It Up"の「フィーリング」と「音」とをまねたものだと主張していた（シックは、この曲を「ブラード・ラインズ」に影響を与えた作品をして名前を挙げていた）。
2015年3月、裁判所は、同じコード、歌詞など著作物性のある要素を共有していないにもかかわらず、「ブラード・ラインズ」はそのフィーリングと音とをまねることで "Got to Give It" の著作権を侵害したと判定した。その後の2019年1月には、最終的に約500万米ドルで賠償金の金額が確定した。

### 欧州連合
欧州連合 (EU) では、加盟各国の著作権法の保護水準を揃える目的から、著作権に関する数々のEU指令 (directive) が出されている。EU指令が出されてから一定期間以内に、国内著作権法を必要に応じて改正するなどの国内法化義務をEU加盟国は負っている。なお、著作権関連のEU指令の一種であるコンピュータ・プログラムの法的保護に関する指令 (91/250/EEC、通称: ソフトウェア指令) の第1.2条では、コンピュータ・プログラムの何らかの要素の基礎となる思想及び原理 (操作系の基礎となるものを含む) を著作権から明示的に除外している。
著作物性を問うEUのリーディングケースとしては、欧州司法裁判所 (ECJ) の通称「Infopaq判決」(ECJ 2009年判決、Case C-5/08) が知られている。新聞・雑誌各社の掲載記事を無断でスキャンし、顧客がキーワード入力するとそれに該当する記事を紹介するデジタル検索サービスを提供していた。抽出表示するのはキーワードおよびキーワード前後の5単語、つまりたった11単語のみであったが、著作物性が認められて著作権侵害と判定された事件である。さらにInfopaq判決を踏襲した通称「Painer判決」(ECJ 2011年判決、Case C-145/10) では、オーストリア少女監禁事件の被害者写真が無断・無償で報道各社に利用され、写真に著作物性があるか、また防犯目的を理由に無断利用が正当化されるかが問われた。競合他社同士で争った「SAS対ワールド・プログラミング事件」では、コンピュータ・プログラムの「機能」に著作物性はないとECJが2012年に判断を下している (Case C‑406/10)。本件はEUだけでなく米国でも訴訟に発展し、二審の合衆国連邦巡回区控訴裁判所はイギリスの原審およびECJ同様、SASの著作権侵害の主張を退けている:24。

### フランス
「著作権先進国」とも評されるフランスは、フランス革命期の1791年および1793年に近代的な著作権法を成立させ、文化・芸術の発信地として他国の著作権法に多大なる影響を与えながら、以降多くの判例を積み重ねてきた。
フランスにおいてアイディア・表現二分論の適用が困難となりやすい領域として、翻案、インタビュー、学術著作物、広告などが挙げられる。たとえば学術的な発見を記した論文の場合、通常はその表現性よりも、発見 (アイディア) そのものに価値があるためである。また広告であれば、そのアイディアのみを提供した者が、完成した広告作品の共同著作者として権利を主張したケースなどが複数存在する。判例全体の傾向として、このような主張はアイディア・表現二分論の観点から否定されているものの、一部には肯定する判決も下されている。
アイディアとみなされた創作物の一部は、不正競争法、特許法、意匠法、商標法のいずれかで保護されることがある。不正競争法については、自身のアイディアを他者が使用しただけでは不正競争防止訴訟を起こすことはできない原則があるものの、以下に合致する場合は不正競争防止が認められる。
- 消費者が類似アイディアの商品どうしを混同して購入するおそれのある場合 (すなわち消費者保護の観点)
- アイディア料を支払った者と、そのアイディアをタダ乗り状態で使用した者との間で不公平な競争環境に陥った場合 (すなわち寄生虫的競争)

特に広告のアイディア使用においては、多くのケースで不正競争法による保護が認められ、民事訴訟によって損害賠償請求の対象となる。その際、アイディアが芸術的な価値なのか、工業的・商業的な価値なのかは問われない。したがって、いわゆる「ノウハウ」の保護の延長線上で、アイディアも不正競争法で保護されうる。
フランスの判例を見ていくと、過去には額の汗の法理が支持されていた時期があるが、1960年代に入るとアイディア・表現二分論を支持する破毀院 (フランス最高裁) 判決が見受けられる。20世紀初頭の通称「ブーブーロッシュ事件」は劇作家ジョルジュ・クルトリーヌの代表的な喜劇『ブーブーロッシュ』(Boubouroche、1893年初演) で描かれたテーマ性などが、映画『不貞な妻』(Ta femme nous trompe、1907年配給) に盗用されたとする事件である。破毀院は酷似度の事実評価を行わずに原告の請求を棄却したことから、後の法学者らに非難されている。その後、「Z対デクリ・ドゥ・ボウウェール出版事件」では児童向け音階発声練習の挿絵入り教則法はアイディアでしかなく、著作権保護の要件を満たさないとする破毀院判決が1960年に下っている。
またフランスは元来、香水を著作物として判例上で認めてきた珍しい国として知られていたが、21世紀に入ってから、破毀院が香水の著作権保護を否定する判決が相次いでおり、有識者や下級裁判所から批判されている。「X対ハーマン&ライマー事件」は調香師の女性が香水会社Haarmann & Reimerのために香水を複数開発したものの、正当な報酬を得ていないとして著作権侵害でフランスの裁判所に出訴している。下級裁判所は原告の主張を支持していたものの、2006年に破毀院は「香水は単なるノウハウの具現化に過ぎない」として原告の訴えを退けた。同様の破毀院判決は2008年のジャン・ポール・ゴルティエの香水「Le Mâle」や、2013年のランコムの香水を巡る事件でも続いている。
コンピュータ・プログラムは、通称「パショ事件」の1986年破毀院判決で初めて著作物性が認められ、フランスのリーディングケースとして知られている。フランス著作権法 L112-1条が定義する「精神的な著作物」とは厳密には言い難いものの、破毀院は「著作者による知的な創作活動が創作性の要件を満たす」と判示している。その後、通称「Isermartic France事件」では1991年、「著作者個人の寄与の賜物としての創作性」がコンピュータ・プログラムの著作権保護の要件として破毀院判決で挙げられ、単なるグラフィック・デザイン機能 (モジュール) はアイディアでしかないとして、著作物性が認められなかった。

### イギリス
イギリスは1710年、世界初の近代的な著作権法であるアン法を成立させた国であり、フランス同様に世界各国に多大な影響を与えてきた。その後、イギリス国内では大幅な改正が幾度も行われており、アイディア・表現二分論に関連する法改正は1911年に起こっている (同改正以前から司法判断で用いられていた実績がある)。直近の全面改廃は「1988年著作権、意匠及び特許法」(Copyright, Designs and Patents Act 1988、略称: CDPA、1989年8月1日施行) であり、「1949年登録意匠法」などもCDPAに包含されることとなった。1989年以降もこのCDPAをベースに追加改正が頻繁に起こっている。また、EU (および前身のEC) 著作権指令を履行するにあたり、CDPA (つまり立法府たる議会での可決を必要とする法律) ではなく、行政委任立法 (statutory instruments) の一種である「規則」(regulations) を用いて柔軟に改正対応している。アイディア・表現二分論に関連する一例を取り上げると、1991年のEUコンピュータ・プログラムの法定保護に関する指令 (91/250/EEC) を受け、イギリスでは「1992年著作権 (コンピュータ・プログラム) 規則」(Copyright (Computer Programs) Regulations 1992、1993年1月1日施行) を発してコンピュータ・プログラムを言語著作物の一種として追加し、法的保護の対象とした。
何に著作物性を認めるかについては、イギリス著作権法 (CDPA、規則および判例の総称) は「創作性」(originality) を有していること、そして「技能と労苦」(skill and labor) を用いていることを要件に挙げている。
前者の創作性については他国と同様の要件であり、先述の通り平凡で新規性のない作品であっても、個人の思想・感情が反映されていれば、それは創作性があると認められる。英語の名詞 originality に派生する動詞の originate には「生まれる」の意味があり、つまり著作者個人の中から生まれていて、それは他者からコピーしたものではないとの用語解釈がなされている。これは著作権が英語ではcopyright、つまり著作物を第三者に無断でコピー (複製) されない権利だと文字通り定義されていることからもうかがえる。他者からコピーせず、自ら生み出しているかが「創作性」有無の判断基準となる。
一方、後者の「技能と労苦」については、他国とイギリスで様相がやや異なる。イギリスの判例では、住民名簿、株式取引の価格表、数表といったデータが著作権保護の対象であると認めている。これはデータベース、つまり個々のデータ (アイディア・表現二分論上のアイディア) を技能と労苦を用いて選択・配列させた集合著作物である、とイギリス司法ではみなされているためである。EU著作権指令では、データベース権は著作者本人の権利でも著作隣接権者の権利でもなく、第三のスイ・ジェネリス権として認められている。これに対してイギリスは、EU指令が出される以前からデータベースはスイ・ジェネリス権ではなく著作者本人の権利とみなされてきた経緯の違いがある。
なお、ありふれた情景の理論が想定するシチュエーションにおいて、イギリス及びほとんどのコモンウェルス諸国では、表現であっても保護されないか、保護されるのは文字通りの丸写しのみと非常に限定されている。以下、イギリスの判例を紹介する。
イギリスの判例を見ていくと、フランス同様、額の汗の法理が支持されていた古い時代がある。「ウォルター対レーン事件」ではローズベリー伯爵の演説報道を巡って出版社同士で争われ、1900年に貴族院上訴裁判で演説という事実報道にもかかわらず著作権侵害と認定されたことから、額の汗の法理を支持した英国初期の判例として知られている。
イギリスでアイディア・表現二分論が支持された判例としては、競馬騎手のインタビュー記事を巡る「ドノヒュー対アライド新聞社事件」(1937年 高等法院大法官部 (Ch) 判決)、クリミア戦争の史実を巡る「ハーマン・ピクチャーズ対オズボーン事件」(1967年 高等法院大法官部 (Ch) 判決)、ドラマ『刑事コジャック』の名を冠した飴商品「タヴェナー・ラトリッジ対トレクサパルム事件」(1975年 高等法院大法官部 (Ch) 判決) などがある。また、「イブコス・コンピューターズ対バークレー事件」(1994年 高等法院大法官部 (Ch) 判決) は、イギリスにおけるコンピュータ・プログラムの著作物性を問うリーディングケースとして知られている。

### オーストラリア
ヴィクトリア・パーク・レーシング対テイラー裁判 (Victoria Park Racing & Recreation Grounds Co Ltd v Taylor; 58 CLR 479 at 498)
ヴィクトリア・パーク競馬場は高いフェンスで覆われていたが、私人のテイラーは自身の所有する土地に台を建て、無料で競馬レースが観戦できるようにした。その結果、競馬場の入場者と入場料収入が減少したため、運営会社のVPR社が不法侵入罪で提訴した。
Latham 裁判長は1937年、たとえ損害が発生するとしても、景観には所有権はないとした。さらに、仮に競馬レースがテレビ放送された場合、著作権法上の公衆送信権に該当するとした。その上で、ある人がバスから転落しようが、ある馬が競馬レースで勝利しようが、最初にこれら事実を報道した人は、他の人が同じ事実を公表することを著作権法を用いて阻止することはできないと判示した。
なお、このような景観を巡っては日本の著作権法でも同様に、一般的な所有権との観点で解説されることがある。競馬場やテーマパークのような施設の運営者は、その土地・建物という財産を所有しており、所有権を行使して中に入ってくる客に対して対価を請求できる。しかしその所有権は、外から施設を眺めることができる景観にまでは及ばず、仮に外から眺めるのを阻止したければ、所有権を行使して施設全体を屋根で覆えば良いと解されている。つまり、土地・建物に対する所有権はあくまで「有体」を対象としており、景観という「無体」なものまでは含まれないとして、一般的な所有権と著作権を峻別している。

### インド
イギリス植民地時代を経て英米法の流れを汲むインドであるが、アイディア・表現二分論の概念についてはインド著作権法の条文上で明文化されておらず、また司法判断でも同法理に関連する判例数が少ないことから、曖昧さを残している (2012年時点)。
R.G. アナンド対デラックス・フィルムズ裁判 (R.G. Anand v. Deluxe Films; AIR 1978 SC 1613)
1956年公開のヒンディー語映画『ニューデリー』("New Delhi") を巡って争われた事件であり、インドにおけるアイディア・表現二分論のリーディングケースとして知られる1978年のインド最高裁判決である。原告のR.G. アナンドは "Hum Hindustani" と題した戯曲の作者であり、自身の戯曲と映画が全般に渡って酷似していることから、著作権侵害で提訴した。被告であるデラックス・フィルムズ社 (Deluxe以外にDeluxと綴ることもある) は、アナンドの作品が知名度も評価も低く、その存在を知らなかったと抗弁した。しかしながら映画公開の2年前、この映画の監督は映画製作のコンセプトについて他の脚本家と議論する過程でアナンドの作品を知り、アナンドに映画化したい旨、書面で許諾を要請していたことが判明した。
さらに被告は、映画で扱われたテーマは一般的な題材であることから、アイディアに該当して著作権保護に該当しないと主張した。一審および二審では著作権侵害なしの判定であった。最高裁は、テーマや物語のプロット、歴史的事実を使ったからといって著作権侵害には該当しないとした上で、同じテーマを扱っても表現まで類似するものなのか、慎重に見極める必要性を指摘した。そしてこのような選別にあたっては、一般の読者・観客・視聴者の視点に立って、盗作と言えるほどの類似性が認められるのかを判断軸に用いることができるとした。その際、演劇と映画では用いることのできる表現や舞台設定などの制約が大きく異なることから、原告が盗作を立証するのが困難なケースであるとも指摘している。最終的に一部に相違点が認められたことから、最高裁も著作権侵害の訴えを退けた。同判決で挙げられた7つの観点は、その後の類似判例でもたびたび用いられている。

### 日本
アイディアを万人が共有することを意図するアイディア・表現二分論は、日本国著作権法が目的とする「文化の発展」と適合する。
日本においてマージ理論は、アイディア・表現二分論からの帰結ではなく、もう一つの著作物要件である創作性を根拠において理解することもある。すなわち、あるアイディアを表現する場合に同一または類似の表現とならざるをえないのならば、そこに著者の創作性が発揮される余地はなく、創作性が欠如していることから著作物ではないとする。しかしいずれにせよ、マージ理論を創作性の延長上で捉える考え方でも、米国著作権法に由来する元来の考え方でも、実際の著作権保護の範囲に大差はないといえる。
上述のとおり、EUではわずか11単語であっても著作物性を認めた「Infopaq判決」があるが、これに対して日本では、短文であれば著作物性を否定する見解がある。川端康成の長編小説『雪国』を例にとると、「国境の長いトンネルを抜けると雪国であった」との冒頭文が知られているが、このようなフレーズは日本の著作権法上ではアイディアに該当し、この短文だけでは著作権保護されないと解されている。これは、トンネルを抜けると雪国の景色が広がっているという小説の設定はアイディアでしかなく、このアイディアに則れば誰でも思いつきうる表現であるため、特定の著者に独占が許されないからである。しかし小説から3 - 4文程度をまとまって転載すれば、それは著作者固有の表現としてまとまった意味を持っていることから、著作権侵害となりうる。
日本の判例において、アイディア・表現二分論やマージ理論が判旨に現れたものには、以下のようなものがある。
万年カレンダー事件 (大阪地裁昭和59・1・26判、無体集16巻1号13頁)
アイディアの独創性が著作権法における表現とは異なることを明確にした判例の一つである。原告は、1917年から2084年までのある年月日の曜日を調べることができる特殊なカレンダーを考案・制作し、実用新案権を取得した。調べたい年月日の年と月をもとに別の索引表を調べると、ある色が決まる。そして、数種類の色付きカレンダーの内、その色に対応するカレンダーを見ると調べたい年月日の曜日を知ることができるという手法である。被告は、色彩や文字の一部は異なるが、曜日特定の手法や特定可能な年の範囲は同一であるカレンダーを製造・販売した。これに対して、原告が著作権侵害と実用新案権侵害を訴えた事件である。
判決では、実用新案権侵害は認めたが、著作権侵害は認めなかった。判決では、日本国著作権法第10条1項が著作物として例示する美術あるいは図表の著作物に該当するかが検討され、いずれの面からも原告のカレンダーは著作物に該当しないと結論付けた。判決は「（前略）本件において原告が著作物性を有すると主張するもの（中略）が、（中略）万年カレンダーの構成及びその標識体に色彩を採用した着想（アイデア）そのものに帰着するところ、法はかかる着想（アイデア）そのものには著作物性を与えていないために他ならないからである。したがつて、カレンダーとは別に索引表を設ける考案が実用新案権の対象となることは別として、本件カレンダーに著作物性を認めることはできない。」と述べ、アイディアが著作物性（著作物となり得る性質）を与えないことを述べた上で、原告のカレンダーの著作物性を否定した。
アイディアそのものを著作権法は保護しないという前提を念頭に置いた判例といえる。原告のカレンダーのアイディアが独創的であるかどうかと無関係に、そのアイディアに立って実際の表現物を作ろうとすれば、誰でも同一または類似の表現物にならざるを得ないと考えられ、その点からも判決は妥当と評される。
脳波数理解析論文事件（大阪高裁平成6・2・25判）
脳波に関する数理モデルについての研究成果がある研究者（原告）ともう一人の研究者（被告）を含む共同研究の形で発表された後、そこから派生した研究成果の論文を被告が原告の了解を得ないまま投稿し、原告を著者として含まない形で学術雑誌に掲載され、原告が著作権侵害を訴えた事件である。原告の主張は明瞭でない点もあるが、その主張において「数理科学の世界では、専門著作物性が、形式的異同ではなく、数理科学における学問的意義により決定されている以上、そこでの著作権侵害は、その学問的実質により判断されなければならない。そこでの学術論文は、表現形式や表現方法には格別の意味もなく、一般に、そこに盛られた科学的思考が、著作権による保護を受ける。」などと述べ、学術論文におけるアイディアの重要性と著作権保護の必要性を主張した。
判決では、この主張に応える形で、「ところで、数学に関する著作物の著作権者は、そこで提示した命題の解明過程及びこれを説明するために使用した方程式については、著作権法上の保護を受けることができないものと解するのが相当である。一般に、科学についての出版の目的は、それに含まれる実用的知見を一般に伝達し、他の学者等をして、これを更に展開する機会を与えるところにあるが、この展開が著作権侵害となるとすれば、右の目的は達せられないことになり、科学に属する学問分野である数学に関しても、その著作物に表現された、方程式の展開を含む命題の解明過程などを前提にして、更にそれを発展させることができないことになる。このような解明過程は、その著作物の思想（アイデア）そのものであると考えられ、命題の解明過程の表現形式に創作性が認められる場合に、そこに著作権法上の権利を主張することは別としても、解明過程そのものは著作権法上の著作物に該当しないものと解される。」と述べ、アイディアは著作物ではないことを判示した。
本判例は、技術的思想ないし学術的知見がアイディアに属することを示した一種であり、著作権法の基本原則に関する判決として意義を持つ。他にも、特に学術論文に関する判例では、アイディアのみが共通するに過ぎないことから著作権侵害を否定したものは比較的多い。
城の定義事件（東京地裁平成6・4・25判）
日本の城に関する書籍を出版した著者と会社（原告）が、その書籍の模倣を含む書籍を出版した会社を著作権侵害で訴えた事件である。判決では、一部は著作権侵害が認められ、一部では認められなかった。著作権侵害が認められなかった記述が、「城とは人によって住居、軍事、政治目的をもって選ばれた一区画の土地と、そこに設けられた防御的構築物をいう」という、原告の著者が考案した城を定義する一文である。
判決は、定義文について「原告が長年の調査研究によって到達した、城の学問的研究のための基礎としての城の概念の不可欠の特性を簡潔に言語で記述したもの」であり、同時に「原告の学問的思想そのもの」とした。そして、「本件定義のような簡潔な学問的定義では、城の概念の不可欠の特性を表す文言は、思想に対応するものとして厳密に選択採用されており、原告の学問的思想と同じ思想に立つ限り同一又は類似の文言を採用して記述する外はなく、全く別の文言を採用すれば、別の学問的思想による定義になってしまう」と述べ、件の定義文を著作物として認めることはできないと判示した。
本判例は、学術定義をマージ理論の観点から著作物保護を否定した判例といえる。問題となった定義文は学問的思想そのものであった。同様の「情報量がきわめて小さく、ある考え方の骨子に相当するといわざるをえないもの」は、著作権法上のアイディアと見なされると考えられる。
会社パンフ事件（東京高裁平成7・1・31判）
編集著作物の著作権侵害が争われた事件である。会社案内パンフレットを作り変える予定だったある会社（被告）に、広告企画・制作の会社（原告）がラフ案を示したが、被告は金額が高いことを理由に採用しなかった。その後、被告は別の会社に依頼してパンフレットを完成させたところ、そのパンフレットは原告のラフ案に似た物であった。これに対して、原告が被告を複製権の侵害で訴えた。原告のラフ案と被告のパンフレットには、具体的な文章や写真は異なるものの、同じ計23ページから成り、各ページの内容のテーマは共通し、各ページのレイアウト、各写真・イラストから受ける印象はよく似た印象を与えるものだった。
本判例は、編集著作物におけるアイディアと表現の分別判断の貴重な事例の一つといえる。アイディア・表現二分論にもとづき、編集著作物における素材の選択方針や編集方法自体はアイディアの一種とみなされ、著作権保護の対象ではない。しかし、具体的な素材の同一性・類似性のみならず、配列の同一性・類似性も編集著作物の侵害として含める場合には、アイディア自体の保護とならないように注意を要する。この事件の一審では、このパンフレットという編集著作物における「素材」と見なせる各ページの具体的な文章や写真が、原告のラフ案と被告のパンフレットでは異なることから著作権侵害を否定した。
しかし二審の判決では、パンフレット中の具体的な文章や写真は異なっていても、「両会社案内は、記事内容の配列及び各種記事に対する配当頁数の同一という基礎的な共通性に立脚した上で、同一頁の同一箇所におけるイメージ写真の選択及び特徴的イメージ写真（3、4頁）の強度の類似性並びに同一箇所における余白ないし白地部分の活用といった両会社案内を特徴づける構成の類似性からみて、具体的な素材の選択及び配列に強度の共通性がある」と述べ、この共通性は単なるアイデアの共通性ではないと判断し、被告のパンフレットは原告の複製権を侵害していると認めた。ただし、個別のページだけであれば、同程度の類似性があってもアイディア自体の共通に留まったであろうとも推定される。計23ページに亘って共通性が連続したことが、アイディアではなく表現の共通であるという判断に妥当性を与えたと考えられる。
ラストメッセージin最終号事件 (東京地裁平成7・12・18判、知的裁集27巻4号787頁ほか)
雑誌の休廃刊に際して告知挨拶文が公表されるが、このような挨拶文はアイディアなのか、創作性を伴う表現なのかが問われた事件である。被告は複数の雑誌の休廃刊挨拶文を無断転載し、1冊の書籍として発行した。大半の挨拶文は著作物性が認められたものの、日常的でありふれた言い回しで構成されていることを理由に、一部の挨拶文については著作権保護が否定された。たとえば野菜と健康の雑誌『VEGETA・ベジタ』の休刊挨拶文では、「突然ではございますが、諸般の事情により...」「...5年の永きにわたりご愛読いただきました読者の皆様...」などのフレーズが使われており、「紋切り型」でしかないと判断された。一方でライフスタイル雑誌『NESPA』では、読者から寄せられた激励や批判の投書を一部引用しつつ、休刊を決めてもなお投書ハガキを大切に保管していることなどを綴っており、創作性が認められた (ただし挨拶文全文ではなく、保護範囲は一部に限定している)。

### 中国
欧州のグーテンベルクによる印刷技術に数百年も先駆けて、中国では印刷技術が発明・発展してきたものの、「著作権」を意味する用語は20世紀初頭まで中国の法制史には登場していない。その後、欧米諸国にならって中国でも著作権を含む知的財産権の法整備は進んでいるものの、中国の成文化された著作権法上では、直接的にアイディア・表現二分論が明文化されていない (2010年時点)。これは、欧米を始めとする先進国では憲法上で表現の自由が保障され、その結果としてアイディアの独占に制限がかかっているが、中国はそもそも憲法上の表現の自由擁護が不十分であることから、アイディア・表現二分論の適用にあたっては先進国以上に複雑な事情を抱えているためである。また、欧米のアイディア・表現二分論を英語から中国語に翻訳するに際し、「アイディア」や「表現」の意味するところを的確に言い表す中国語の概念が存在しなかったことから、中国における同法理の定着・普及を阻害したとも考えられている。このような背景もあり、20世紀後半から21世紀初頭にかけて、法学者や立法府の間でアイディア・表現二分論の位置づけを巡る論争が起こっている。しかしながら実際の司法判断の局面においては、一定の制約を設けつつも、アイディア・表現二分論が適用される判例が1980年代頃から見受けられ、2008年には中国の法学においてアイディア・表現二分論はホットトピックの1つである、とも言われている。
直接明記はされていないものの、中国においてアイディア・表現二分論の法源として参照されている文書がいくつか存在する。まず著作権法本体の第5条では、著作権保護されない創作物を列挙している。また、著作権法 (立法府によって可決・制定されるもの) 本体ではないものの、その下位法である「規則」の一つである1991年の「コンピュータ・ソフトウェア保護規則」ではソフトウェアに限って著作権保護を明記している。他にも「著作権法実施規則」では、その第5条において複製権・翻案権について言及されており、ここからアイディア・表現二分論が演繹的に導かれている。
北京のレストランを舞台にした戯曲 (1989年)
中国・北京で北京ダックなどを提供する店として知られているレストラン「全聚徳」を描いた戯曲を巡って、アイディア・表現二分論が争点となった。原告は全聚徳に関する書籍の中で事実・情報を述べており、被告はこのノンフィクション書籍から情報を得て戯曲を創作したとされる。先進国では「アイディア」とみなされるこのような事実・情報が、中国の著作権法上で保護の対象になるかが問われたものの、当訴訟を担当した北京著作権局は、アイディアと表現の線引きを明確にしないまま、「書籍からごく一部を借用した」とだけ事実認定した。
なお、当判決が出た1989年当時は中華人民共和国では著作権法そのものが制定されておらず、当判決は著作権法起草委員会にも影響を与えた(著作権法は翌年1990年に初めて制定されている)。中国の著作権法起草委員会は、米国著作権法の判例を参照しており、total concept and feel (全体コンセプトおよび感性) に関して著作権保護を認める判決が複数米国で出されていたことから、どこまでが法的保護される「表現」なのか、その線引きを巡って中国側が混乱したと言われている (先述の通り、米国ではアイディア・表現二分論と額の汗の法理の間で司法判断が混乱しており、前者を再確認した最高裁「ファイスト判決」が出たのは1991年のことである)。起草委員会はアイディア・表現二分論の概念を中国著作権法に盛り込む姿勢であったが、結局は成文化が見送られることとなった。
李淑賢対賈英華裁判 (Li Shuxian v. Jia Yinghua)
中国の司法で初めてアイディア・表現二分論が明確に意識された判決とされる。清朝最後の皇帝である愛新覚羅溥儀の2番目の正妻、李淑賢は、夫の没後に回想録の出版を検討していた。李淑賢は当初、著述家で溥儀の伝記作家としても知られる賈英華と共著を検討していたものの、そこに第三者の王 (Wang Qingxiang) が割って入り、最終的に李淑賢は王と回想録を1987年に出版した。しかしながら賈英華は単独で執筆調査を続け、溥儀の伝記本を別途出版した。賈の単独本が、先に出版された李・王共著本の著作権を侵害しているとして、訴訟に至ったケースである。しかし賈は溥儀の家族にインタビューするなど、別の情報源を使用しており、かつ歴史的事実を元に別々の著作物が創作されていると認められ、中国の裁判所は著作権侵害の訴えを退けた。